# Giulio Cesare Baricelli
Giulio Cesare Barricelli (San Marco dei Cavoti, 1574 circa – Benevento, 1638 circa) è stato un medico e filosofo italiano.

## Biografia
Medico, chimico e filosofo di fama italiana ed europea, Giulio Cesare Baricelli - - nacque a San Marco dei Cavoti nel 1574 (o 1575) e fu da molti, pure erroneamente, ritenuto originario di Benevento o di San Marco Argentano in Calabria.
Conseguì nel 1599 il titolo di Philosophia et Medicina Doctoratus (Dottorato in Filosofia e Medicina) con l'annesso privilegio dello jus medicandi, exercendi et docendi ubique terrarum presso l'antichissima Scuola Medica Salernitana.
Erudito e studioso di poliedriche attitudini e capacità, si interessò di filosofia, tanto che ancora giovanissimo fu autore di commenti alle opere di Platone, mentre nel 1614 pubblicò l'opera in quattro libri De hydronosa natura sive de sudore umani corporis, sulla natura e la terapia della sudorazione umana, nel 1617 scrisse l'Hortulus genialis, edito a Colonia e Ginevra ove raccolse antidoti e sudi sulle intossicazioni, e successivamente diede alle stampe il Thesauriolus secretorum, opera in cui sono elencate le cure ed i rimedi per svariate malattie e problematiche quotidiane.
Nel 1623 pubblicò poi un trattato sull'uso del siero del latte e del burro come medicamento, intitolato De lactis, seri, butyri facultatibus et usu, e nello stesso anno gli fu conferita la cittadinanza beneventana.
Cultore di studi umanistici Barricelli scrisse anche alcuni epigrammi latini e morì in Benevento tra il 1638 ed il 1640.
A San Marco dei Cavoti, nel corso degli anni, gli vennero intitolati un antico circolo ricreativo (secoli XIX-XX), la scuola elementare (1942) ed infine la strada ove si trovava l'abitazione in cui visse, già denominata Via Pastocchia, che ospita anche un monumento in suo onore, opera dello scultore Giulio Calandro (1989).
A proposito dell'intitolazione della scuola, su espressa richiesta dell'allora commissario prefettizio Mario Jelardi, l'insigne storico Alfredo Zazo propose la seguente epigrafe che ne riassume le doti e i meriti:
A GIULIO CESARE BARRICELLI

CHE DEL RINASCIMENTO

EBBE LO SPRITO INFORMATORE

E LA VASTA ATTIVITA'

PROFUSE

NEL CAMPO DELLA SCIENZA MEDICA

DELLE LETTERE E DELLE SPECULAZIONI FILOSOFICHE

IL COMUNE DI SAN MARCO DEI CAVOTI

A RICORDO ED INCITAMENTO

PER LE GENERAZIONI

CHE IN QUESTA SCUOLA

SI EDUCANO NEL FERVORE E NELLA FEDE

DEI NUOVI GRANDI, AUSPICATI

DESTINI DELLA PATRIA
XXVIII OTTOBRE 1942 – XX E.F.

## Opere
- De hydronosa natura sive de sudore umani corporis
- Hortulus genialis
- Thesauriolus secretorum
- De lactis, seri, butyri facultatibus et usu